# Бекерський Михайло Сергійович
Бекерський Михайло Сергійович (нар. 23.05.1900, Летичів Подільської губернії, Російська імперія — 1976, Прага, Чехословаччина) — український військовий, громадський діяч, повстанець (1919), юнак Спільної (Кам'янецької) юнацької школи Армії УНР (1920).
Відповідно до українського законодавства є борцем за незалежність України у ХХ столітті.

## Біографія
Народився Михайло Бекерський в сім'ї Сергія і Килини Бекерських. Закінчив Летичівську вищепочаткову школу (1917). Влітку 1917 року, будучи юнаком, почав працювати в культурно-освітньому відділі Летичівської повітової земської управи.
1918 року вступив до Винницької учительської семінарії ім. Тараса Шевченка, після першого класу влітку брав участь у антибільшовицькому повстанні. Після встановлення влали УНР був призначений керівником Колибанської економії зі збору хліба для армії. Через бойові дії продовжувати навчання не зміг.
1920 року в Кам'янці вступив до спортивної молодіжної школи, що готувила молодших командирів для української армії. Згодом його інтернували до Польщі. Перебував у таборах Ланьцут, Вадовиці та Каліш. Ці табори були притулком для тисяч українців, що залишили батьківщину після поразки національно-визвольних змагань. 7 квітня 1923 року нелегально виїхав із Польщі, оселився у Празі, вступив на Матуральні курси, що були частиною системи освітніх установ для українських емігрантів у Чехословаччині за підтримки уряду. У березні 1924 року відновив навчання.
1 листопада 1924 року мав складати матуру при Українському громадському комітеті у Празі. Празький уряд того часу мав відносно ліберальну політику щодо українських біженців, що дозволяло відносно легко інтегруватися.
Одначе йому було відмовлено у вступі в УГА через брак вакансій та середньої освіти.

## Смерть та поховання
Помер 1976 року, похований у Празі на вулиці Віноградській 1835/153, 130 00 (Прага 3, Ольшанське кладовище). Сектор 2ob, номер сектору 2.